# رافاييل كونسيبسيون
رافاييل كونسيبسيون (بالإسبانية: Rafael Concepción)‏ (24 يونيو 1982 ببنما في بنما - ) هو ملاكم بنمي، صنّف ضمن فئة وزن الذبابة الممتاز ‏.

## إحصائيات
خاض خلال مسيرته 19 نزالا، فاز في 14 وتعادل في 1 وخسر في 4. فاز بالضربة القاضية في 8 نزالات.

## روابط خارجية
- رافاييل كونسيبسيون على موقع بوكس ريك (الإنجليزية) (registration required)